# Communauté de communes des Vallées de la Braye et de l’Anille
Die Communauté de communes des Vallées de la Braye et de l’Anille ist ein französischer Gemeindeverband mit der Rechtsform einer Communauté de communes im Département Sarthe in der Region Pays de la Loire. Sie wurde am 12. Dezember 2016 gegründet und umfasst aktuell 19 Gemeinden. Der Verwaltungssitz befindet sich im Ort Saint-Calais.

## Historische Entwicklung
Der Gemeindeverband entstand mit Wirkung vom 1. Januar 2017 durch die Fusion der Vorgängerorganisation Communauté de communes du Pays Calaisien mit sechs Gemeinden der aufgelösten Communauté de communes du Val de Braye. Die restlichen Gemeinden schlossen sich der Communauté de communes du Pays de l’Huisne Sarthoise an.
Mit Wirkung vom 1. Januar 2019 gingen die ehemaligen Gemeinden Évaillé und Sainte-Osmane in die Commune nouvelle Val d’Étangson auf. Dadurch verringerte sich die Anzahl der Mitgliedsgemeinden auf 19.

## Mitgliedsgemeinden
| Gemeinde                                                      | Einwohner 1. Januar 2022 | Fläche km² | Dichte Einw./km² | Code INSEE | Postleitzahl |
| ------------------------------------------------------------- | ------------------------ | ---------- | ---------------- | ---------- | ------------ |
| Berfay                                                        | 334                      | 18,28      | 18               | 72032      | 72320        |
| Bessé-sur-Braye                                               | 2.025                    | 20,60      | 98               | 72035      | 72310        |
| Cogners                                                       | 177                      | 13,60      | 13               | 72085      | 72310        |
| Conflans-sur-Anille                                           | 460                      | 30,80      | 15               | 72087      | 72120        |
| Dollon                                                        | 1.433                    | 25,33      | 57               | 72118      | 72390        |
| Écorpain                                                      | 304                      | 21,26      | 14               | 72125      | 72120        |
| La Chapelle-Huon                                              | 517                      | 18,65      | 28               | 72064      | 72310        |
| Lavaré                                                        | 817                      | 22,88      | 36               | 72158      | 72390        |
| Marolles-lès-Saint-Calais                                     | 287                      | 12,15      | 24               | 72190      | 72120        |
| Montaillé                                                     | 517                      | 30,18      | 17               | 72204      | 72120        |
| Rahay                                                         | 160                      | 18,94      | 8                | 72250      | 72120        |
| Saint-Calais                                                  | 2.969                    | 22,76      | 130              | 72269      | 72120        |
| Saint-Gervais-de-Vic                                          | 392                      | 16,03      | 24               | 72286      | 72120        |
| Sainte-Cérotte                                                | 326                      | 14,36      | 23               | 72272      | 72120        |
| Semur-en-Vallon                                               | 432                      | 15,13      | 29               | 72333      | 72390        |
| Val d’Étangson                                                | 526                      | 31,31      | 17               | 72128      | 72120        |
| Valennes                                                      | 304                      | 26,70      | 11               | 72366      | 72320        |
| Vancé                                                         | 287                      | 12,47      | 23               | 72368      | 72310        |
| Vibraye                                                       | 2.508                    | 43,62      | 57               | 72373      | 72320        |
| Communauté de communes des Vallées de la Braye et de l’Anille | 14.775                   | 415,05     | 36               | –          | –            |